# KOKIA
Pour les articles homonymes, voir Kokia et Yoshida.
 (janvier 2014).
Si vous disposez d'ouvrages ou d'articles de référence ou si vous connaissez des sites web de qualité traitant du thème abordé ici, merci de compléter l'article en donnant les références utiles à sa vérifiabilité et en les liant à la section « Notes et références ».
KOKIA, pseudonyme de Akiko Yoshida (吉田 亜紀子, Yoshida Akiko), est une artiste japonaise, chanteuse et auteur-compositeur, née le 22 juillet 1976 à Tokyo, dont le style musical se rapproche habituellement d'un mélange de musique pop japonaise et de musique lyrique. Elle est la sœur cadette de la violoniste Kyōko Yoshida.

## Biographie
KOKIA a été initiée à la musique très tôt, notamment le piano et le violon. Elle rejoint la Summer Music School aux États-Unis à 10 puis à 14 ans, et améliore son anglais. Diplômée de l'École de musique Tōhō Gakuen, du conservatoire de musique de Tokyo, dans la section opéra, c'est dans le registre lyrique qu'elle se distingue, pour ses qualités vocales.
Sa première expérience professionnelle se déroule alors qu'elle est encore à l'université, grâce à un ami qui fait parvenir une demo tape à plusieurs maisons de disques. C'est Toshifumi Hinata chez Pony Canyon qui décèle son potentiel et décide de lui faire faire ses débuts sur le label, sur la bande originale du jeu vidéo Tail Concerto, en avril 1998. C'est le début de sa carrière.
Développant un univers musical bien à elle, KOKIA chante souvent pieds nus (même en concert, comme ce fut le cas lors de son premier passage européen à Paris en 2007 au Bataclan) et habillée de vêtements simples, souvent d'amples robes blanches sans fioritures, KOKIA semble parvenir à maintenir son style propre sans se laisser influencer par les modes de la production pop japonaise. Quant à ses performances vocales, elles lui ont souvent permis de s'attirer les faveurs des annonceurs pour la promotion de films, anime, ou publicité.

### Carrière musicale
En 1999 sort le premier single personnel de KOKIA, Aishiterukara, qui entrera directement dans le top 20 nippon. Le morceau est composé d'un chant relativement enfantin et cristallin sur une mélodie simpliste et sucrée, comme ses autres premières compositions, ainsi que la plupart des titres tirés de Songbird, son premier album paru en juillet 1999. Entre-temps, la chanteuse se sera également attirée les faveurs de Yōko Kanno qui la choisit pour interpréter le générique de l'anime Brain Powerd.
Mais plus qu'au Japon, c'est surtout dans le reste de l'Asie que KOKIA se forge une notoriété, notamment de par le fait que la promotion qui l'entoure soit bien en deçà d'autres stars de la Jpop comme Ayumi Hamasaki. Son troisième single Arigatô (dont elle est la compositrice), réalisé en juin 1999, gagne la troisième place du Popular Music Award à Hong Kong. Cette même chanson fut reprise par l'actrice / chanteuse cantonaise Sammi Cheng et arriva en tête des classements de la même année.
La première chanson de son premier album fut utilisée pour la musique d'une publicité pour les cosmétiques FANCL, ce qui contribua énormément à sa popularité. Son premier concert se déroula à Hong-Kong la même année. Bien que la publicité de ce concert n'ait été faite qu'à la radio, le concert eut un fort succès. Elle travaille également avec Ryuichi Kawamura sur le projet RKS en compagnie de la chanteuse Risa.
KOKIA ne reprendra son activité de chanteuse qu'en 2001, après une pause d'un an à participer à d'autres groupes en tant que vocaliste. Elle participa en tant qu'invité à un concert de charité organisé à Hong-Kong pour la lutte anti-drogue. La chanteuse fait également parler d'elle à Taïwan où elle deviendra la première artiste japonaise à se produire devant le gouvernement local à l'occasion du réveillon 2001-2002.
Mais KOKIA reste très peu connue sur l'archipel nippon, faute de promotion. Afin de reconquérir le public de son pays natal, Victor Entertainment la fait signer sous son label, où elle sortira en mai 2001 son 4e single : Tomoni. Say Hi ! (retenu pour une publicité pour les cosmétiques Shiseido) et Tenshi suivront la même année avant la sortie du deuxième album de la chanteuse le 23 janvier 2002 intitulé trip trip où elle développe de façon plus marquée son potentiel vocal. Cet album marque également les débuts de la collaboration de KOKIA avec une figure importante pour la suite de sa carrière : Taisuke Sawachika, qui arrangera plusieurs titres de l'artiste et sera son pianiste sur la majorité de ses concerts. Elle écrivit aussi spécifiquement une chanson pour une publicité pour le thé Suntory Woolong tea en Chine. Une version spéciale de l'album trip trip, incluant cette chanson, fut développée spécifiquement pour le marché Chinois.
Le 28 mai se déroula un concert au "SHIBUYA ON AIR WEST". Cette-fois le concert ne fut promu que par Internet, mais près de 700 personnes y assistèrent. En 2003 "KAWARANAI KOTO -since1976-" devint la chanson thème de "The Power of Smile" et du drama "Dear person" (Fuji Television Network). Son nouvel album Remember me marque la reconnaissance par le public nippon et son retour sur l'archipel ainsi que sa meilleure vente d'album. 2004 est la date de sortie de son dernier album en date, Uta ga chikara. La chanson "Yume ga Chikara" devient quant à elle la chanson officielle de l'équipe olympique Japonaise pour les Jeux olympiques d'été de 2004 à Athènes.
Le 1er janvier 2006 est sorti Ai no Melody / Chouwa ~oto with reflection~, un single de qualité dont la promotion a été lancée plusieurs mois à l'avance et qui servira de thème au film d'animation très attendu Origine (Gin-iro no Kami no Agito). Le 1er février ensuite, KOKIA réalise son premier best-of, en fait une compilation de ses meilleures chansons de la période 2003-2005 agrémentée de nombreuses nouvelles versions, et accompagnée de son tout premier DVD de clips.
À la suite du séisme de 2007 de Chūetsu-oki, KOKIA décide d'écrire une chanson de soutien pour les personnes touchées : Watashi ni dekiru koto ("ce que je peux faire"). La première interprétation se fera dans la ville de Kashiwazaki située au cœur du sinistre, le single sort le 16 septembre 2007, une partie des bénéfices étant versés aux victimes de la catastrophe.
2008 marque un tournant dans la carrière de KOKIA, elle sort un nouvel album, The Voice, le 20 février. Cet album contient des titres s'approchant beaucoup plus du classique que ses anciens titres, avec notamment une reprise de l'Ave Maria et le titre il mare dei suoni chanté en italien. Elle revient également en Europe pour 3 concerts : le 22 et 23 mars à Paris, puis le 25 à Bruxelles. Le 16 avril, elle donne un concert au Japon au Forum international de Tokyo afin de fêter ses dix ans de carrière. Un DVD regroupant le concert japonais et des extraits des concerts européens sort le 16 juillet suivant.
Elle sort ensuite un deuxième album en 2008 : Fairy dance. Cet album se distingue des autres principalement par une majorité de chansons en anglais ou irlandais, et certains titres accompagnés par des musiciens irlandais.
Le 18 mars 2009, KOKIA sort simultanément deux nouveaux albums : KOKIA∞AKIKO ~Balance~ et AKIKO∞KOKIA ~Balance~ (vendu uniquement par le propre label de KOKIA : anco&co), sur lesquels son prénom, Akiko, apparaît clairement pour la première fois, indiquant à nouveau son souhait de marquer un tournant dans sa carrière. L'année 2009 sera également marquée par un nouveau retour en Europe du 12 au 20 juin, avec cette fois 7 concerts dans 5 pays différents : 3 en France les 12, 13 et 14, suivis de 4 en Irlande, Pologne, Belgique puis Allemagne.

### KOKIA en Europe
Participant à l'essor des concerts de Jpop en France, KOKIA était en concert à Paris le 21 janvier 2006 à l'espace Saint-Martin (3e arrondissement). Quelques jours après la mise en réservation des 400 places, le spectacle était complet. En novembre, son album aigakikoeru - Listen for the love sort en Europe 1 mois avant le Japon, sous le label Wasabi Records. Son 2e concert à Paris le 20 janvier 2007 au Bataclan connaît un succès encore plus grand, et l'artiste joue à guichets fermés devant 1200 personnes. KOKIA y interprète principalement des chansons tirées de son album aigakikoeru en  étant accompagnée, pour la première fois en France, de ses deux musiciens.
Après la sortie de The VOICE au Japon le 20 février et en Europe le 5 mars, KOKIA revient sur le vieux continent pour une tournée en France et en Belgique :
- le 22 mars, à la Maison de la Mutualité à Paris, pour un concert "best of" devant 1700 personnes.
- le 23 mars, au Café de la danse à Paris (250 places) pour un concert "VIP".
- le 25 mars, au Botanique à Bruxelles, pour un concert acoustique où KOKIA chantera seule sur scène en s'accompagnant au piano.

À la suite de la sortie de Infinity AKIKO - balance au Japon le 18 mars 2009 puis en France le 12 juin 2009, KOKIA redonne une série de concerts en Europe dans le cadre du "KOKIA world tour 2009『∞』Infinity" :
- le 12 juin, à La Cigale à Paris portant principalement sur ces deux derniers albums
- le 13 juin, sur une péniche sur la Seine pour un concert "VIP".
- le 14 juin, au Divan du monde
- le 16 juin, au Button Factory - Baile Átha Cliath, Dublin, Irlande
- le 17 juin, au Blue Note Jazz Club - Poznań, Pologne
- le 19 juin, au Botanique à Bruxelles
- le 20 juin, au Blue Shell - Cologne, Allemagne

Le site D'ENRAGE PROD, ses producteurs français, annoncent le 28 juin 2010 une série de 4 concerts en France :
- le 15 octobre au Poste à Gallène Marseille
- le 17 octobre à la Dynamo Toulouse
- le 20 octobre à Brest
- le 24 octobre au Théâtre Michel Paris

## Discographie

### Albums
- Song Bird [16.07.1999 - Japon, édité par Pony Canyon]
- Trip Trip [23.01.2002 - Japon]
- Remember me [12.11.2003 - Japon]
- Uta ga Chikara [21.07.2004 - Japon]
- Pearl the best collection [01.02.2006 - Japon]
- Aigakikoeru Listen for the love [29.11.2006 - Europe]
- The VOICE [20/02/2008 - Japon][05.03.2008 - Europe]
- Fairy Dance (KOKIA meets Ireland) [24.09.2008 - Japon] [04.03.2009 - Europe]
- KOKIA∞AKIKO ~Balance~ [18.03.2009 - Japon] [20.05.2009 - Europe]
- AKIKO∞KOKIA ~Balance~ [18.03.2009 - Japon édité par Anco&co]
- Real World [31.03.2010 - Japon]
- Musique a la Carte [15.09.2010 - Japon]
- moment [18.05.2011 - Japon]
- KOKIA outwork collection "p i e c e s" [24.08.2011 - Japon]
- Kokoro Bakari [07.03.2012 - Japon]

À l'exception de Song Bird et AKIKO∞KOKIA ~Balance~ sont édités au Japon par Victor Entertainment et, pour ceux sortis en Europe, par Wasabi Records

### Singles
| - Aishite Iru Kara [29.04.1998] - Ai no Rinkaku [21.05.1998] - Ai no field [21.05.1998] - Tears in Love [18.11.1998] - Arigatou... [17.06.1999] - goes on forever [26.07.2000] - melody [21.09.2000] - Kanata made [16.12.2000] - tomoni [23.05.2001] - Say Hi!! [22.08.2001] - Tenshi [21.11.2001] - Ningentte Sonnamonone [23.01.2002] | - Kawaranaikoto ~since 1976~ [21.05.2003] - The Power of Smile [24.09.2003] - so much love for you [21.04.2004] - Yume ga Chikara [23.06.2004] - dandelion [23.02.2005] - time to say goodbye [21.07.2005] - Peace Road [27.07.2005] - Ai no Melody / Chowa oto ~with reflection~ [01.01.2006] - Arigatou...(the pearl edition) [16.03.2007] - Follow the Nightingale / say goodbye & good day [21.11.2007] - Tatta Hitotsu no Omoi [23.01.2008] - The woman [31.03.2010] |